# Pontboset
Pontboset (pron. /pɔ̃bozɛ/ ) è un comune italiano di 180 abitanti della valle di Champorcher, valle laterale della Valle d'Aosta.

## Geografia fisica

### Territorio
- Classificazione sismica: zona 4 (sismicità molto bassa)[4]

## Storia
Durante il medioevo il paese apparteneva alla nobile famiglia di Bard. Successivamente, il territorio comunale fu smembrato tra i Savoia e la famiglia che già dominava Pont-Saint-Martin.

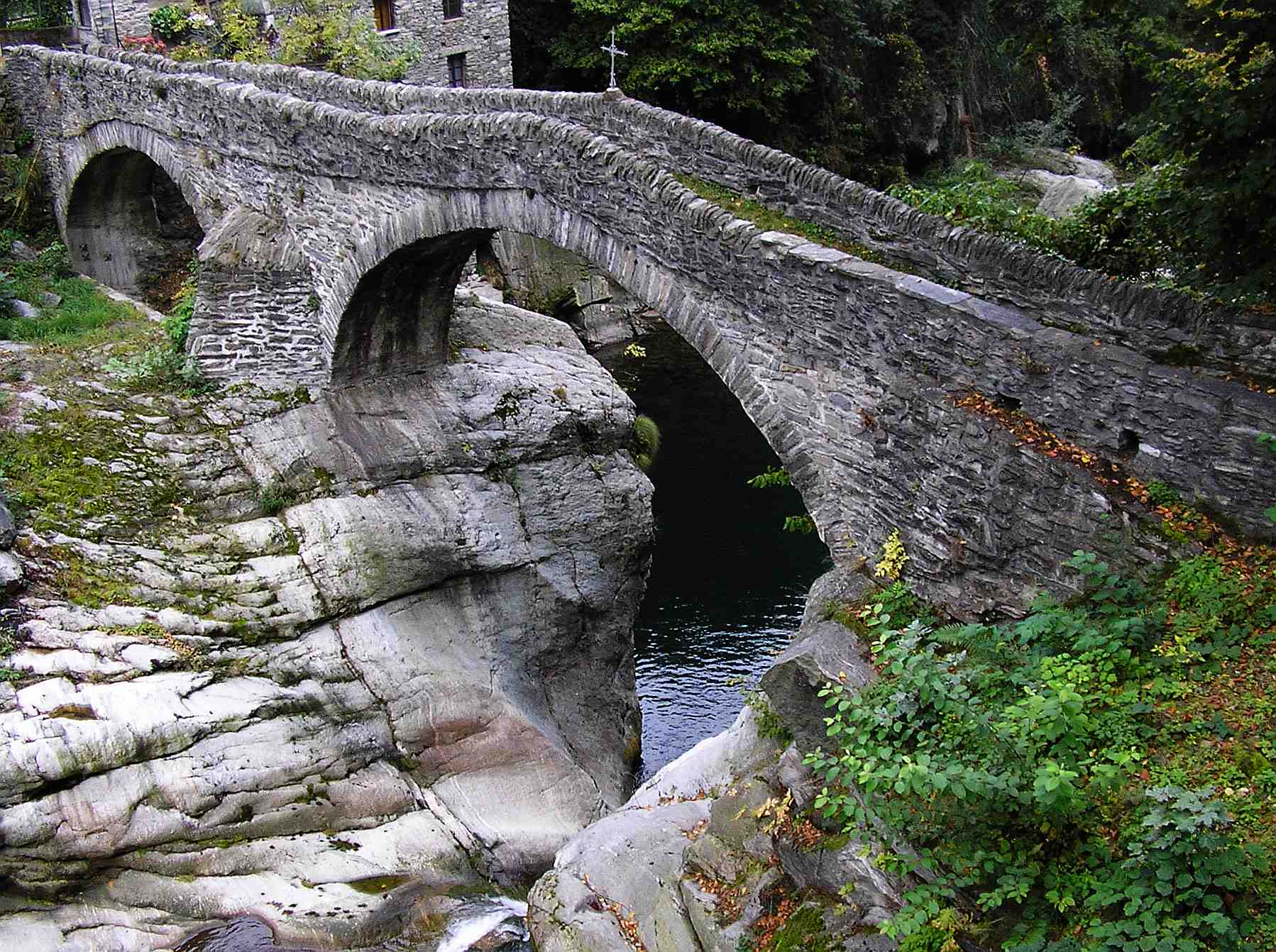
Il ponte con doppia arcata sul torrente Ayasse

Sotto il dominio del conte Nicole de Bard, nel XVII secolo, il paese fu interessato da importanti trasformazioni sia dal punto di vista architettonico che da quello economico: in località Fabrique sorse un'importante fonderia, detta la "fabbrica dei chiodi", e vennero costruiti i suggestivi ponti di pietra tutt'oggi presenti sul torrente Ayasse. Nel 1682 Pontboset fu quindi infeudato ai nobili Freydoz.
In epoca fascista, il toponimo fu italianizzato in Pianboseto, dal 1939 al 1946. È curioso notare che il prefisso pian- (= "piano", "pianoro") non traduce l'originale francese pont- (= "ponte").

### Simboli
Lo stemma comunale e il gonfalone sono stati concessi con decreto del presidente della Giunta Regionale del 26 settembre 2007.
Il gonfalone è un drappo partito di bianco e d'azzurro.

## Monumenti e luoghi d'interesse

### Architetture civili
- Il paese, di impianto medievale, si trova aggrappato in posizione suggestiva a picco sopra all'Ayasse, e conserva al suo interno alcuni esempi di architettura alpina valdostana: granges, rascard e fontanelle di pietra. Il torrente viene scavalcato da una serie di ponti in pietra del XVII secolo che collegano il capoluogo Ville alle altre frazioni
- In località Fabrique si trovano i resti della "fabbrica dei chiodi"
- Nella piazzetta del municipio si trova anche l'Ostello Lou créton di lui (in patois pontbosard, "la cresta del lupo") nell'edificio seicentesco che ospitava l'antica parrocchia, oggi restaurato.

### Architetture religiose
- Chiesa parrocchiale dedicata a San Grato, al centro del paese
- Cappella del Gom, all'inizio del paese, del 1727
- Santuario di Retempio

### Aree naturali
- Orrido di Ratus (fr. Gouffre du Ratus), sul torrente Brenve, affluente dell'Ayasse. L'orrido è raggiungibile tramite un sentiero che parte dal capoluogo, tratto del più ampio "sentiero degli orridi" che attraversa i quattro comuni di Pontboset, Champorcher (le Gouilles du Pourtset), Fontainemore (Gouffre de Guillemore) e Hône (le goye di Hône).

## Società

### Evoluzione demografica
Lo spopolamento di questo Comune ha portato in cento anni dal 1921 ad una perdita del 75% della popolazione residente.
Abitanti censiti

### Lingue e dialetti
Come nel resto della regione, anche in questo comune è diffuso il patois valdostano. Inoltre, in virtù della vicinanza geografica e dei rapporti storici con il Canavese, la popolazione locale parla anche il piemontese.

## Economia

### Artigianato
Per quanto riguarda l'artigianato, importante è la lavorazione del legno finalizzata alla realizzazione di vari oggetti, tra i quali collari per il bestiame.

## Amministrazione
Fa parte dell'Unité des Communes valdôtaines Mont-Rose e della Communauté des 4 communes (insieme a Fontainemore, Lillianes e Perloz).
Di seguito è presentata una tabella relativa alle amministrazioni che si sono succedute in questo comune.
| Periodo        | Periodo        | Primo cittadino | Partito                                 | Carica  | Note   |
| -------------- | -------------- | --------------- | --------------------------------------- | ------- | ------ |
| 21 giugno 1985 | 1º giugno 1990 | Sergio Bordet   | Autonomistes Démocrates Progressistes   | Sindaco | [ 10 ] |
| 1º giugno 1990 | 29 maggio 1995 | Sergio Bordet   | Autonomistes Démocrates Progressistes   | Sindaco | [ 10 ] |
| 12 giugno 1995 | 8 maggio 2000  | Sergio Bordet   | Union Valdôtaine                        | Sindaco | [ 10 ] |
| 8 maggio 2000  | 9 maggio 2005  | Ilo Chanoux     | lista civica                            | Sindaco | [ 10 ] |
| 9 maggio 2005  | 24 maggio 2010 | Ilo Chanoux     | lista civica                            | Sindaco | [ 10 ] |
| 24 maggio 2010 | 11 maggio 2015 | Ilo Chanoux     | lista civica                            | Sindaco | [ 10 ] |
| 10 maggio 2015 | in carica      | Paolo Chanoux   | lista civica Bien faire et laisser dire | Sindaco | [ 10 ] |

## Sport
Oltre alle palestre di arrampicata, nel territorio comunale della Valle di Champorcher si possono fare numerose escursioni di varia difficoltà durante la stagione calda, mentre la stazione invernale offre possibilità di fare sci di fondo e sci alpinismo.
Da Pontboset parte la gara di skyrunning "Pontboset Skyrace".

## Galleria d'immagini

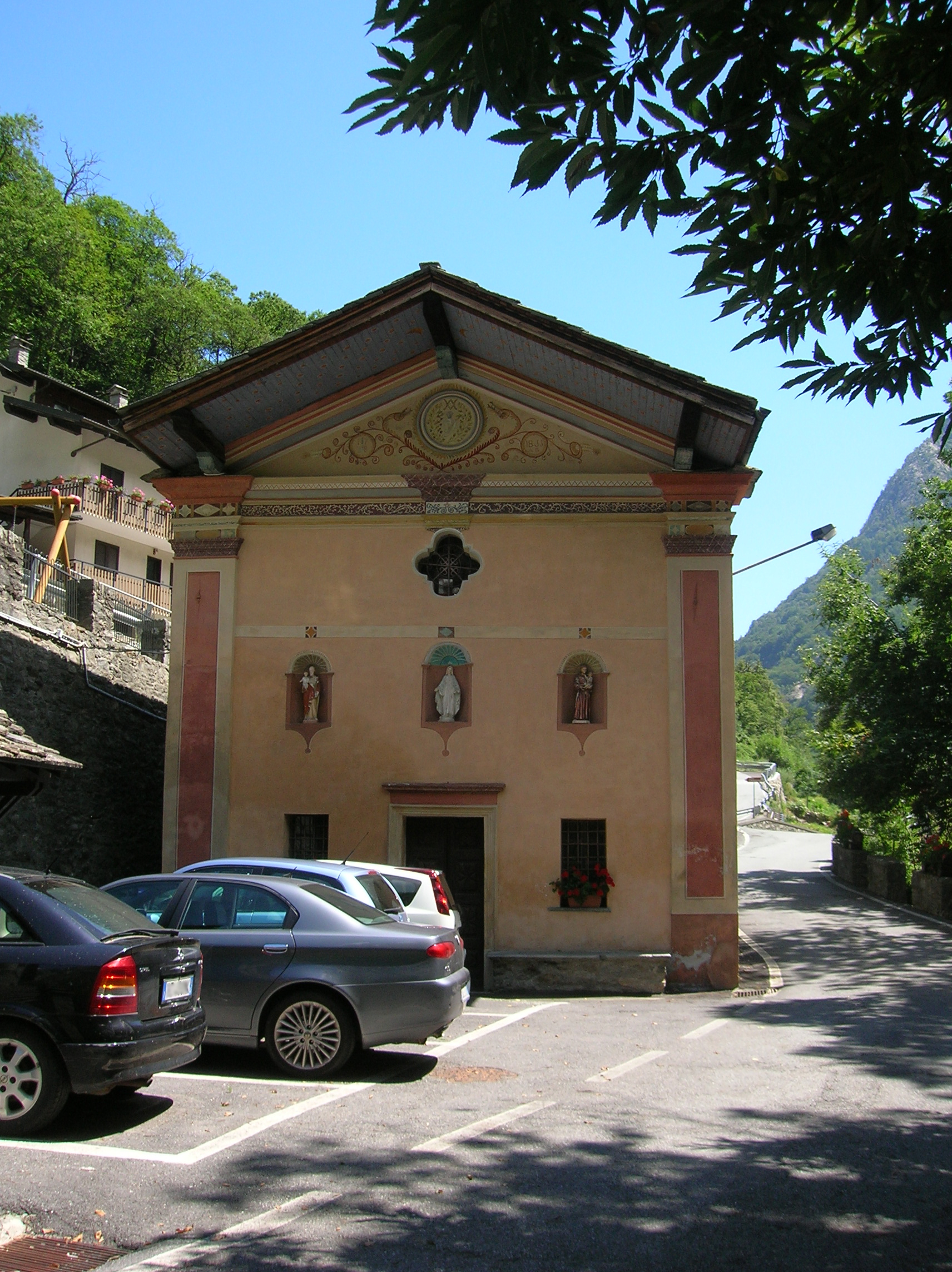
Cappella del Gom
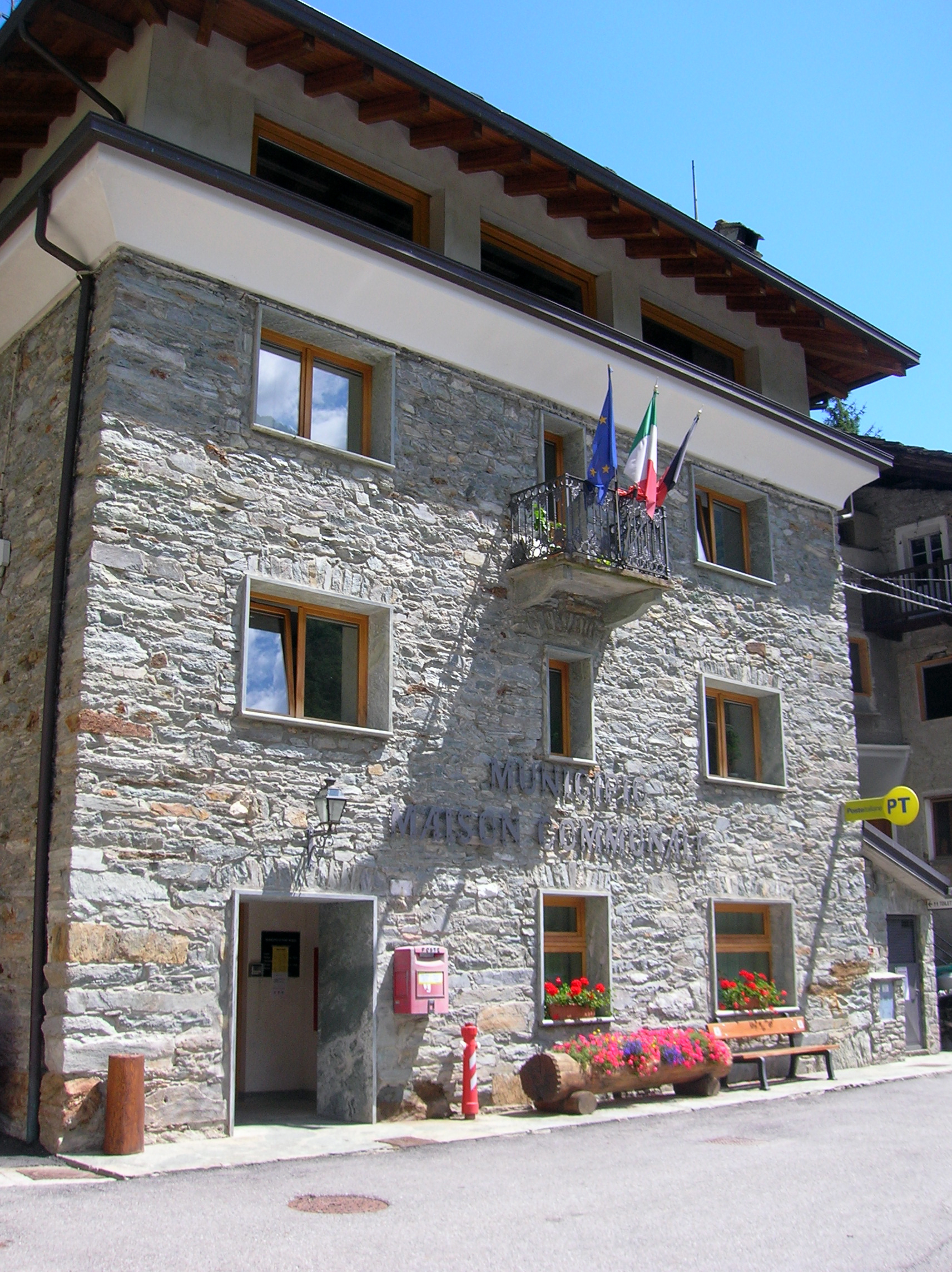
Il municipio (in francese, Maison communale)
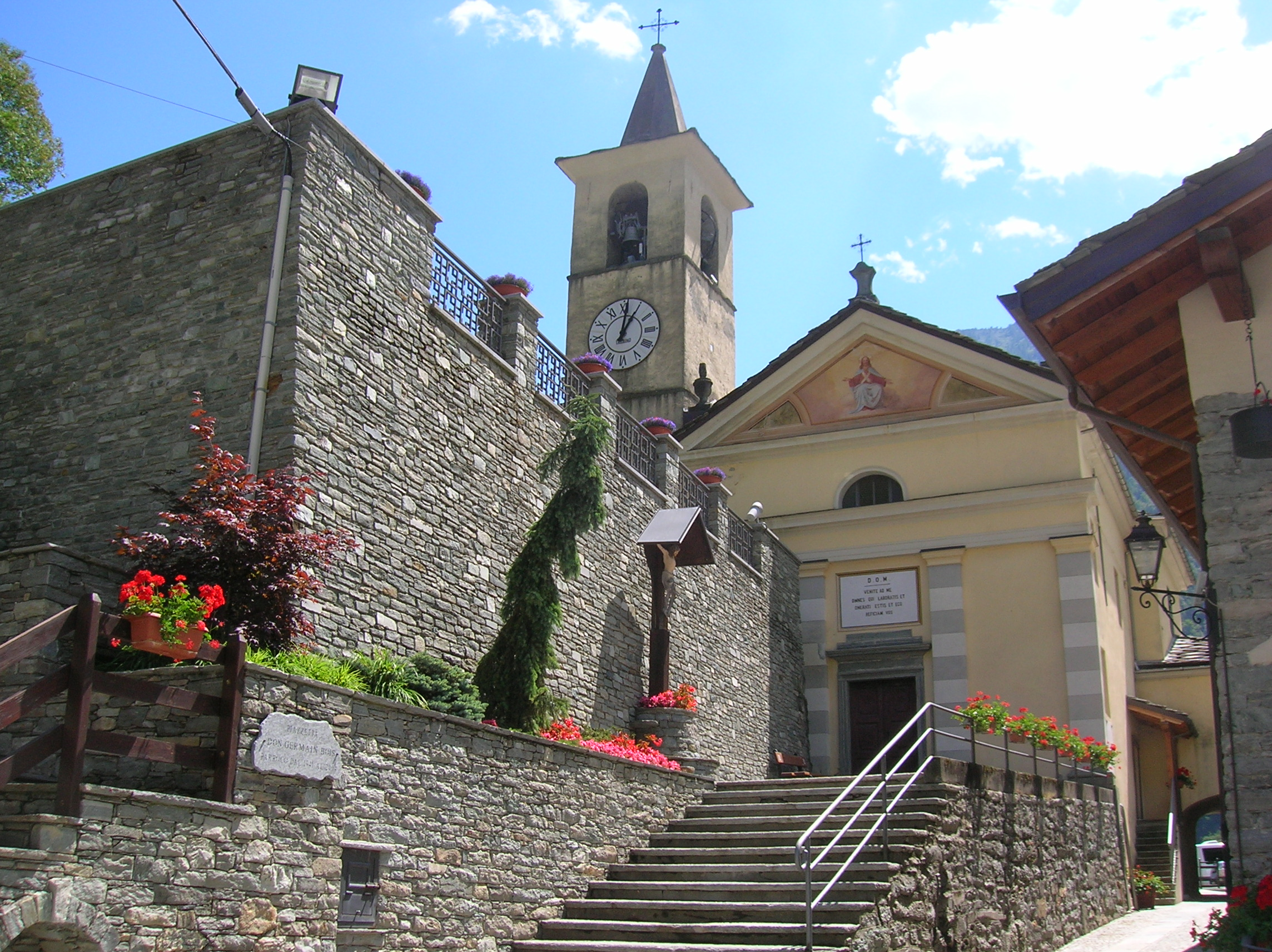
La chiesa sulla piazza Germain Bois, a Pont-Bozet (capoluogo).
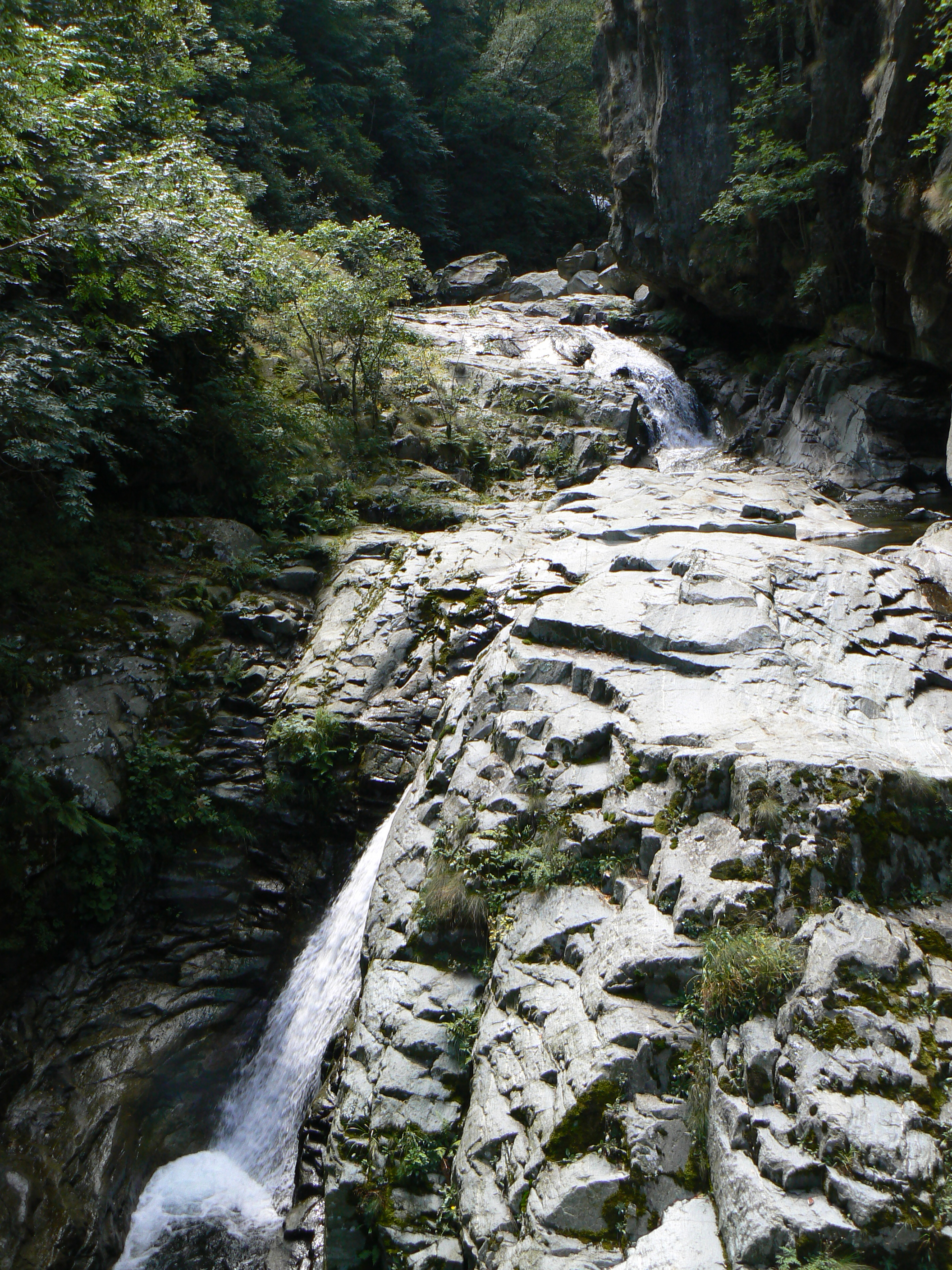
L'orrido di Ratus sul torrente Brenve
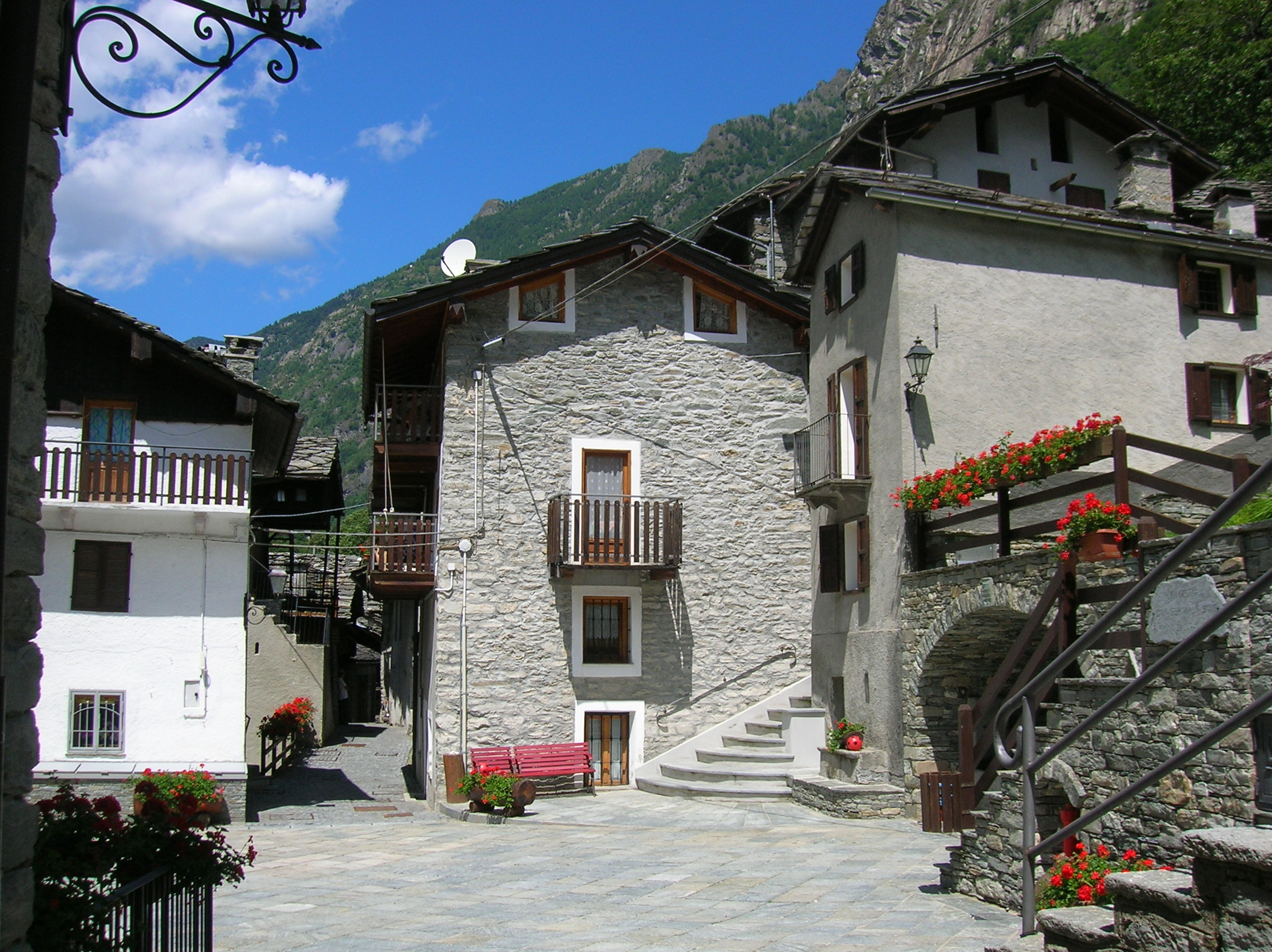
La piazza Germain Bois, a Pont-Bozet (capoluogo)
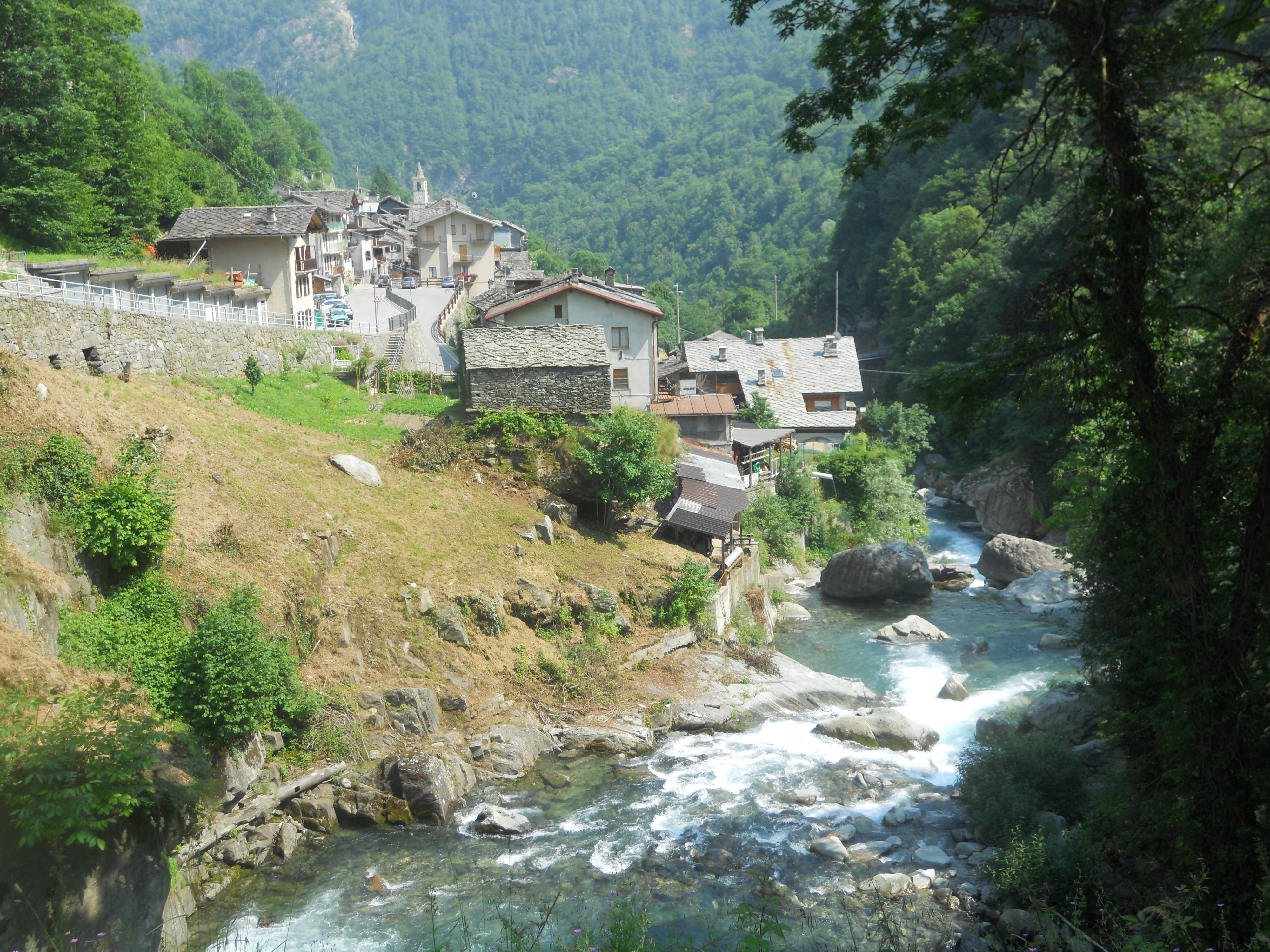
L'abitato visto dal ponte medievale